# Huncovský štít
Huncovský štít (polsky Huncowski Szczyt) je 2359 m vysoký horský štít ve Vysokých Tatrách nad Skalnatou dolinou.

## Výstupy
Na obrázku Skalnaté doliny v infoboxu je to rozložitý štít se suťovitým svahem zcela vpravo. Od 17. stol. se jedná o jeden z prvních navštěvovaných tatranských vrcholů, nachází se v ukončení hřebene Kežmarského štítu. Jeho jižními a jihovýchodními svahy prochází Tatranská magistrála do sedla pod Svišťovkou.